# Misgurnus buphoensis
Misgurnus buphoensis är en fiskart som beskrevs av Kim och Park, 1995. Misgurnus buphoensis ingår i släktet Misgurnus och familjen nissögefiskar. Inga underarter finns listade i Catalogue of Life.